# Xanthan

Xanthan

Xanthan (xanthanová guma) je polysacharid s vysokou molekulovou hmotností, který se vyrábí pomocí fermentace sacharidů kulturou bakterie Xanthomonas campestris. Produkt se vyčistí alkoholem a dále vysuší a rozemele.
Používá se do potravin jako zahušťovadlo např. do jogurtů a sýrů pod názvem E 415. Též je používán jako náhradní pojivo do bezlepkových potravin.
Při konzumaci mění střevní mikroflóru.